# Jacamar roux
Galbalcyrhynchus purusianus
Espèce
Statut de conservation UICN

 LC  : Préoccupation mineure
Le Jacamar roux (Galbalcyrhynchus purusianus) est une espèce d'oiseaux de la famille des galbulidés (ou Galbulidae).